# 三道清真寺
三道清真寺，位于中国吉林省伊通县三道乡，为一个省级文物保护单位，类型为古建筑，公布时间为2007年5月31日。该文物保护单位由伊通县文管所管理。
三道清真寺的历史年代为清代。